# گمینا رمانگ
گمینا رمانگ (به لهستانی:  Gmina Rymań) یک گمینا در لهستان است که در شهرستان کوووبژگ واقع شده‌است. گمینا رمانگ ۱۴۶٫۱۲ کیلومتر مربع مساحت و ۴٬۱۸۳ نفر جمعیت دارد.